# Ліманова (гміна)
Гміна Ліманова (пол. Gmina Limanowa) — сільська гміна у південній Польщі. Належить до Лімановського повіту Малопольського воєводства.
Станом на 31 грудня 2011 у гміні проживало 24172 особи.

## Площа
Згідно з даними за 2007 рік площа гміни становила 152.39 км², у тому числі:
- орні землі: 61.00%
- ліси: 32.00%

Таким чином, площа гміни становить 16.01% площі повіту.

## Населення
Станом на 31 грудня 2011:
| Опис     | Загалом | Загалом | Чоловіки | Чоловіки | Жінки | Жінки |
| -------- | ------- | ------- | -------- | -------- | ----- | ----- |
| одиниця  | осіб    | %       | осіб     | %        | осіб  | %     |
| все      | 24172   | 100     | 12107    | 50.09    | 12065 | 49.91 |
| міське   | 0       | 100     | 0        |          | 0     |       |
| сільське | 24172   | 100     | 12107    | 50.09    | 12065 | 49.91 |

## Сусідні гміни
Гміна Ліманова межує з такими гмінами: Йодловник, Лапанув, Ліманова, Лососіна-Дольна, Луковиця, Ляскова, Подеґродзе, Слопніце, Тимбарк, Тшцяна, Хелмець.